# Az asztronauta
Az asztronauta (eredeti cím: The Astronaut's Wife)  1999-ben bemutatott thriller, sci-fi horrorfilm. A filmet írta és rendezte Rand Ravich. Főszereplők Johnny Depp és Charlize Theron. A film anyagilag nagyot bukott a pénztáraknál, miután a költségeknek nagyjából csak a negyede jött vissza.
A film a New Line Cinema megbízásából készült, a magyar szinkront a Active Kommunikációs Kft. készítette 2000-ben.

## Cselekménye
|  | Alább a cselekmény részletei következnek! |

Spencer Armacost parancsnok (Johnny Depp) és Alex Streck kapitány rutinos űrhajósok, akik nem először járnak az űrben. Ezúttal egy elromlott műholdat kell űrséta közben megjavítaniuk, ami azonban felrobban. A NASA 2 percre elveszíti a kapcsolatot az űrhajósokkal. Később azonban a kapcsolat helyreáll és sikeresen leszállnak. Alex Streck az idősebb, nála orvosi problémák lépnek fel, de hamarosan mindkettejük hazamehet a feleségéhez.
Spencer egy cégtől üzleti ajánlatot kap, ezért abbahagyja az űrrepülést, pedig korábban ez volt a szenvedélye. A felesége, Jillian (Charlize Theron) szomorúan hagyja ott általános iskolai osztályát és floridai barátaikat, mivel New Yorkba kell költözniük. A búcsúztató bulin Alex  és felesége veszekszenek valamin, majd Alex nem sokkal később meghal, az orvosi vizsgálat szerint agyvérzésben. Alex felesége, Natalie öngyilkos lesz a férje megemlékezésére tartott összejövetel közben.
Jillian próbálja kifaggatni férjét, hogy mi történt az alatt a két perc alatt, de ő nem válaszol. Nem sokkal később Jillian teherbe esik és az ultrahangos vizsgálat szerint ikreket vár.
Sherman Reese, aki a NASA-nál az űrhajósokkal is foglalkozott, megkeresi Jilliant és beszélni akar vele bizonyos orvosi leletek furcsaságairól. A nő azonban nem akar beszélni vele, amikor megtudja, hogy nem hivatalos minőségben kereste meg és a NASA-tól is kirúgták. A férfi egy diktafont ad neki, ami annak a két percnek a hangfelvételét tartalmazza, amikor nem volt kapcsolat az űrhajósokkal. A felvétel tartalmát nem halljuk, de Jillian, miután meghallgatta, becsavarja a diktafont egy rongyba, kalapáccsal összetöri és a szemétledobóba dobja.
Jillian felhívja Sherman Reese telefonszámát, és megtud tőle egy baljóslatú információt: Natalie Streck is terhes volt, amikor öngyilkos lett (egy bekapcsolt rádióval beült a zuhanyzóba), és neki is ikerterhessége volt. Megbeszélnek egy találkozót, ahol Reese orvosi leleteket akar átadni neki, azonban közvetlenül a találkozójuk előtt Spencer tűnik fel, és meghívja Reese-t egy italra.
Jillian egy borítékban egy csomagmegőrző kulcsát kapja meg, ahol Reese egy VHS-kazettát hagyott neki. A kazettán ő maga beszél. Elmondja, hogy ő már valószínűleg halott. Lejátszik egy hangfelvétel részletet, amin nem csak a két űrhajós hangja hallható, hanem egy harmadik is, valamiféle suhogás. Reese szerint a harmadik hang nem az űrhajóból, de nem is a Földről származik, hanem valahonnan a világűrből. Elmélete szerint földönkívüliek kihasználták azt az alkalmat, hogy két űrhajós az űrhajójukon kívül tartózkodik, és az agyukba az általuk sugárzott információt ültették be, meghagyva a régi emlékeket.
Jillian a férje főnökének feleségétől, Shelly McLarentől olyan tablettákat kér, amik magzatelhajtást okoznak. Amikor azonban otthon arra kerülne sor, hogy bevegye a két tablettát, képtelen rá. Spencer hazaérkezik és rögtön tisztában van a helyzettel. Pofon üti a nőt, aki elesik és menekülni kezd előle. Menekülés közben Jillian legurul a lépcsőn. A kórházi ágyon tér magához, ahol Spencer megnyugtatja, hogy a magzatoknak semmi bajuk nem lett, majd nyíltan figyelmezteti Jilliant, nehogy még egyszer hasonló dologgal próbálkozzon, mert bolondokházába záratja.
Időközben hozzájuk érkezik Jillian húga, aki azonban nem sok segítséget jelent, nemsokára összevesznek Jilliannel és a húg eltűnik. Jilliannek rémálmai vannak vele kapcsolatban: azt álmodja, hogy a húgát megöli Spencer (ez valóban megtörténik, amikor meglátja nála Reese táskáját és kérdőre vonja).
Jillian azt találja ki, hogy Natalie-hoz hasonlóan kinyitja a vízcsapokat a konyhában és a fürdőszobában, ő maga mezítláb áll a kövön, és a fali konnektor csatlakozóját a kezében tartja, hogy bármikor áram alá helyezhesse a készüléket. Spencer megérkezik és óvatosan közeledik hozzá, de miközben beszélgetnek, a víztócsa egyre terjed, és Spencert is körbeveszi. Spencer telekinézissel maga felé kezdi vonzani Jilliant, emiatt a falból majdnem kihúzódik az elektromos dugó, de Jillian az utolsó pillanatban felhúzza a lábait és összedugja a csatlakozókat. Spencer összerázkódik az áramütéstől, de egy polipszerű, áttetsző lény bontakozik ki belőle, ami Jillian szemén keresztül beférkőzik a nőbe.
A két ikerfiú az első tanítási napján indul az iskolába; Jillian egy pótapukát ölelget, aki szintén harcirepülő-pilóta.
|  | Itt a vége a cselekmény részletezésének! |

## Szereplők
| Szereplő                        | Színész         | Magyar hang        |
| ------------------------------- | --------------- | ------------------ |
| Spencer Armacost parancsnok     | Johnny Depp     | Stohl András       |
| Jillian Armacost                | Charlize Theron | Solecki Janka      |
| Sherman Reese, NASA alkalmazott | Joe Morton      | Mihályi Győző      |
| Nan                             | Clea DuVall     | Roatis Andrea      |
| Natalie Streck                  | Donna Murphy    | Bede Fazekas Anna  |
| Alex Streck kapitány            | Nick Cassavetes | Imre István        |
| Dr. Patraba                     | Samantha Eggar  | Andai Györgyi      |
| NASA igazgató                   | Gary Grubbs     | Áron László        |
| Shelly McLaren                  | Blair Brown     | Menszátor Magdolna |
| Jackson McLaren                 | Tom Noonan      | Zágoni Zsolt       |

## Érdekesség
- A pár több alkalommal az Emlékek szerenádja (Penny Serenade) című 1941-es fekete-fehér filmet nézi VHS kazettáról; a film egy házaspár szomorú történetéről szól.